# Iluzionism abstract
Iluzionismul abstract este un termen inventat de istoricul și criticul de artă  Barbara Rose⁠(d) în 1967. Louis K. Meisel⁠(d) a creat independent termenul pentru a defini o mișcare artistică care a devenit proeminentă în Statele Unite în timpul anilor 1970.

## Istorie
Lucrările erau în general derivate din stilurile expresioniste și de pictură abstractă, având margini clare, elemente adăugate de perspectivă, surse de lumină artificiale și umbre simulate pentru a obține iluzia spațiului tridimensional pe o suprafață bidimensională. Iluzionismul abstract se diferenția de arta tradițională Trompe-l'œil (a păcăli ochiul) în sensul că spațiul pictural părea să iasă în față sau să se îndepărteze de suprafața pânzei, în loc să recedeze în planul imaginii, așa cum se întâmplă în pictura tradițională. În primul rând, acestea erau picturi abstracte, spre deosebire de realismul trompe-l'œil. Până în anii '80, multe dintre dispozitivele vizuale care au avut originea în Iluzionismul Abstract au fost preluate în lumea comercială și au servit la o varietate largă de aplicații în design grafic, design de textile și decorarea mai puțin obișnuită a vehiculelor recreative. Această proliferare a comercialismului în imagini Iluzioniste Abstracte a condus în cele din urmă la dezintegrarea mișcării artistice originale, întrucât un număr de artiști originali au renunțat să mai lucreze în acest stil. Precursorii și practicienii stilului înainte de 1970 includ nume precum Ronald Davis⁠(d), Allan D'Arcangelo⁠(d) și Al Held⁠(d).
Printre artiștii asociați cu mișcarea iluzionismului abstract din anii 1970, așa cum o arată expozițiile și literatura de la acea vreme, se numără James Havard⁠(d), Jack Lembeck⁠(d), Joe Doyle (artist)⁠(d), Tony King, Jack Reilly⁠(d), George D. Green, Michael B. Gallagher⁠(d) sau John Mikel Thomas. Primele expoziții importante din sfera iluzionismului abstract au fost: 
- "Abstract Illusionism" (Iluzionism abstract), Centrul de Artă „Paul Mellon”, Wallingford, Connecticut, 1977;
- "Seven New York Artists (Abstract Illusionism)" (Șapte artiști din New York - Iluzionism abstract), Galeria de artă Sewall, Universitatea Rice, Houston, Texas, 1977;
- "Breaking the Picture Plane" (Dincolo de planul picturii), Galeria Tomasulo, Union College⁠(d), Cranford, New Jersey; și
- "The Reality of Illusion" (Realitatea iluziei), curatoriată de Donald Brewer de la Universitatea din California de Sud, care a fost organizată pentru prima dată în 1979 la Muzeul de artă din Denver, călătorind apoi la Muzeul din Oakland, Muzeul Herbert F. Johnson, Universitatea Cornell, Universitatea din California de Sud și Muzeul de artă din Honolulu.

O serie de expoziții au fost organizate de principalul dealer de artă specializat pe acest gen, Louis K. Meisel⁠(d), care a prezentat publicului artiști importanți, în cadrul unor expoziții individuale sau de grup, găzduite la galeria sa din SoHo. 
În 1972, criticul englez Bryan Robertson⁠(d) a utilizat, de asemenea, termenul iluzionism abstract pentru a caracteriza sculpturile realizate de Kenneth Draper, Nigel Hall⁠(d) și William Tucker⁠(d), precum și picturile realizate de Paul Huxley și Bridget Riley⁠(d). 